# Mary Charleson
Mary Charleson (18 de mayo de 1890 – 3 de diciembre de 1961) fue una actriz de cine mudo irlandesa protagonizó unas 80 películas en Estados Unidos entre 1912 y 1920.

## Primeros años
Charleson nació en Dungannon en Irlanda, hija de George Charleson, peluquero, y Jane Steele. Formaba parte de una familia teatral, emparentada con la actriz Kate Price. La familia de Charleson se trasladó a California cuando ella aún iba a la escuela. Con la intención de seguir la tradición familiar, Charleson se subió al escenario cuando terminó sus estudios. Su primera actuación fue con la Grand Opera Stock Company, donde interpretó diversos papeles. Trabajó con varias compañías de la costa del Pacífico y luego comenzó su carrera en el cine mudo.

## Carrera en la actuación

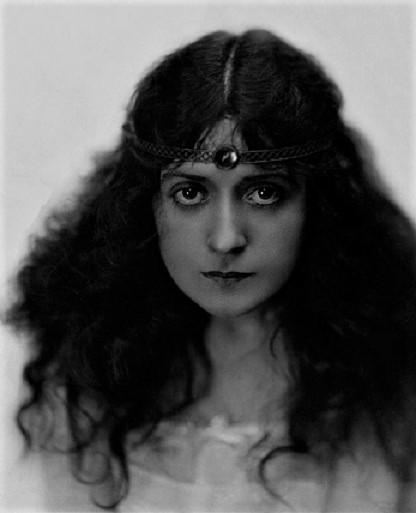
Mary Charleson en 1919

Cuando se inició en el cine su primera película fue The Ancient Bow en 1912 por la Vitagraph Company of America. Los principales hitos de su carrera son The Strange Story of Sylvia Gray (1914), de Vitagraph, The Road o'Strife en 1915 de la Lubin Manufacturing Company, Satan's Private Door en 1917 de la Essanay Film Manufacturing Company y Upstairs and Down (1919), de la Selznick Pictures Corporation.[cita requerida]
Charleson trabajó con nombres como Rex Ingram y Rollin S. Sturgeon. En 1918 Charleson se casó con su esposo, coprotagonista de algunas de sus películas, Henry B. Walthall. Se había divorciado recientemente de su primera esposa. Ese mismo año nació su hija, Patricia Walthall. Patricia Walthall tuvo más tarde algunos pequeños papeles en el cine, pero se casó con un ingeniero de Buenos Aires y abandonó la industria.
Tras la película wéstern Human Stuff en 1920 por Universal Pictures, Charleson dejó la actuación para centrarse en el negocio de su esposo y se convirtió en una de las estrellas olvidadas de la época muda.
Mary Charleson murió en Los Ángeles, California, el 3 de diciembre de 1961 y fue enterrada en el cementerio Holy Cross de Hollywood.

## Filmografía
- The Road to Yesterday; o, Patio Memories of Days, dirigida por Rollin S. Sturgeon (1912)
- The Smoke from Lone Bill's Cabin, dirigida por Rollin S. Sturgeon (1913)
- The Intruder, dirigida por Maurice Costello y Wilfrid North (1913)
- The Education of Aunt Georgiana, dirigida por Maurice Costello y Robert Gaillard (1913)
- The Acid Test, dirigida por Maurice Costello y Robert Gaillard (1914)
- Mr. Barnes of New York, dirigida por Maurice Costello y Robert Gaillard (1914)
- The Strange Story of Sylvia Gray (1914)
- What Happened to Jones, dirigida por Fred Mace (1915)
- The Silent Accuser, dirigida por Joseph Kaufman (1915)
- The Country That God Forgot, dirigida por Marshall Neilan (1916)
- Passers By (1916)
- The Truant Soul, dirigida por Harry Beaumont (1916)
- The Little Shoes, dirigida por Arthur Berthelet (1917)
- Burning the Candle, dirigida por Harry Beaumont (1917)
- Satan's Private Door, dirigida por J. Charles Haydon (1917)
- The Saint's Adventure, dirigida por Arthur Berthelet (1917)
- His Robe of Honor, dirigida por Rex Ingram (1918)
- Humdrum Brown (1918)
- With Hoops of Steel (1918)
- The Long Lane's Turning
- Upstairs and Down, dirigida por Charles Giblyn (1919)
- Human stuff (1920)

## Lectura adicional
- «She's not Contrary: Mary Charleson Admits New York Is Nicest Town in East». New-York Tribune. 12 de abril de 1914. p. 9.